# SAKURA (マジシャン)
SAKURA（さくら、1985年3月25日- ）は、日本のマジシャン、ダンサー。タップダンスを祖父、高杉寿（久）に師事。ART FACTORY所属。

## 芸風
アンティーク調の舞台衣装や小道具を用いたクラシカルなスタイルを専門とする女性マジシャン。マジックにタップダンスを取り込む等、独自の演出方法で表現する。ダンサーとして培った美しいステージングが特徴。2009年からはマジックユニットFEEL(フィール)としても活動を開始している。

## 経歴
祖父は舞踏家の高杉寿、父はミュージシャンの高杉登。
4歳が初舞台、物心がついた頃には祖父が主宰するダンススタジオに於いてジャズダンス及びタップダンスのレッスンを開始。
その後、東京バレエ団付属 東京バレエ学校に入所、舞台上での動きの基礎を身につける。
2007年（社）日本奇術協会創立70周年を記念して開催されたマジックコンテストに於いて個人総合第1位、グランプリを受賞する。
表現力に於いても演技賞を受賞。2008年には同協会からホープ賞を授与されている。

## 主な参加作品

### 映画
- 座頭市（北野武監督） 2003年
- 図鑑に載ってない虫（三木聡監督）2007年

### TV
- 24時間テレビ 愛は地球を救う　日本テレビ
- こんにちはいっと6けん　NHK
- うわさが立った夕方　KBS
- 新・警視庁捜査一課9係　テレビ朝日
- ものまねグランプリ!!ザ・トーナメント2012　日本テレビ
- 浅見光彦シリーズ50　貴賓室の怪人　フジテレビ

### 舞台
- ファルスタッフ日本公演　1995年
- MUSICAL GANG
- 劇団四季　夢から醒めた夢　制作協力(マジックアドバイザー) 2004年
- 日本国際博覧会　Brother Output Fantasy　2005年

### コンサート
- 玉置成美　Make Progress-Road to(マジックアドバイザー) 2005年

### CM
- 羅羅屋 ララちゃんランドセル
- au　AQUOS PHONE IS11SH 制作協力
- TOYOTA トヨタ・スペイド　制作協力

### ラジオ
- 松本ひでおのショウアップナイターストライク　ニッポン放送
- 夕暮れ散歩道　FMしまばら